# Gruver (Texas)
Gruver es una ciudad ubicada en el condado de Hansford en el estado estadounidense de Texas. En el Censo de 2010 tenía una población de 1.194 habitantes y una densidad poblacional de 418,34 personas por km².

## Geografía
Gruver se encuentra ubicada en las coordenadas 36°15′38″N 101°24′26″O / 36.26056, -101.40722. Según la Oficina del Censo de los Estados Unidos, Gruver tiene una superficie total de 2.85 km², de la cual 2.85 km² corresponden a tierra firme y (0%) 0 km² es agua.

## Demografía
Según el censo de 2010, había 1.194 personas residiendo en Gruver. La densidad de población era de 418,34 hab./km². De los 1.194 habitantes, Gruver estaba compuesto por el 82.66% blancos, el 0.84% eran afroamericanos, el 0.34% eran amerindios, el 0% eran asiáticos, el 0% eran isleños del Pacífico, el 14.99% eran de otras razas y el 1.17% pertenecían a dos o más razas. Del total de la población el 36.52% eran hispanos o latinos de cualquier raza.